# 急救包

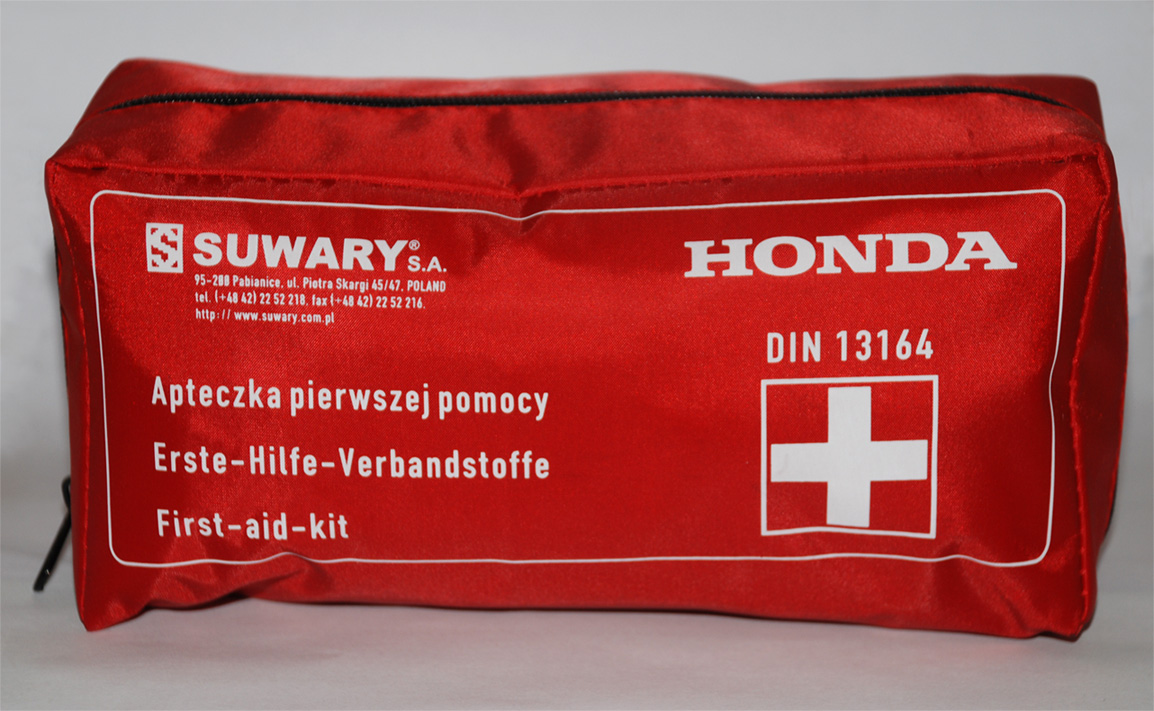
HONDA出品的急救包

急救包，是一种装有急救药品或医疗器械的容器，根据急救包的形式，可以有急救箱、急救袋等不同称呼。急救包为急救的实施者提供保障。急救实施者可以从中获得药物和医疗器械，还可以获得相关的医疗建议，或者根据指引联络医疗机构。几乎任何形式的容器都可以装备成急救包，例如货箱、手提箱、背包、腰袋等等。标准的急救包一般是耐用的塑料盒、布包或墙面上的固定柜子。使用目的和要求不同，大小尺寸就不同。急救包应该坚实、干净、防水，保证其中的东西无菌、免于破损，还应该时常检查、补充，以防药品、器械损坏或者过期。

## 标志
国际标准化组织（ISO）为急救包制定了特别的标志，即绿底白色十字图案。

ISO急救包标志
急救包标志的另一种形式
红十字
红新月
生命之星

尽管国际标准化组织推荐使用绿底白十字图案，但一些组织和个人仍然使用白底红十字作为急救包的标志。值得注意的是，除了国际红十字会和其附属组织，任何组织或个人使用红十字标志的行为都是非法的，因为按照《日内瓦公约》，红十字是所有缔约国保护的标志。有一些急救包还使用生命之星作为标志。因为宗教原因红十字标志不适用的国家，红新月是急救包常用的标志。

## 内容
市售的急救包一般为处理小型创伤而配置，包含创可贴、止痛药、纱布和消毒剂等物品。专业急救包则适用于特定的领域，例如车辆驾驶、户外活动等，侧重于相关伤害的救治。例如海军补给商店销售的急救包里面有晕船药。

### ABC法则
ABC法则是高效急救的基础，因此市售的新式急救包都包含有避免交叉感染的防护器具（家庭自备的急救包可能没有），用来执行人工呼吸，而人工呼吸则是心肺复苏术的重要部分：
- 袖珍面罩
- 防护面罩

高级的急救包还包含有：
- 口咽导气管
- 鼻咽导气管
- 面罩活瓣呼吸装置
- 手动抽气机或吸引器

### 外伤
外伤，例如流血、骨折或烧伤，通常是多数急救包的主要重点，几乎所有急救包都有绷带和包扎用品等。
- 創可貼（防水创可贴, 胶布等，或稱OK繃）- 适用于不同部位和关节，比如手指关节等
  - 水泡貼片 Moleskin— 用于治疗水泡、预防伤口感染
- 医用无菌敷料（消毒用，可直接用于创面的清洁）
- 绷带（固定敷料用，不须消毒）
  - 绷带- 吸水、可透气、通常会有弹性
  - 彈性繃帶
  - 自黏性彈性繃帶 - 有黏性和弹性的绷带卷，是优良的压力绷带，能持久包扎及防水
  - 弹性网绷带 - 当作压力绷带
  - 三角绷带 - 当作悬带，压血带，或用作固定夹板等
- 殺菌用藥水
  - 雙氧水、碘酒、黃藥水、紅藥水、紫藥水、生理鹽水

### 個人防護用品
個人防護用品有許多種類，這得看它的使用方法和用在預防什麼樣的感染。人工呼吸的附屬物會放在上面，其他常見的感染控制個人防護用品包含了：
- 醫用手套，是種可拋棄式的手套，供醫護人員在醫學檢查及醫療程序中穿戴，以避免醫護人員和病患之間的交互感染。
- 護目鏡或其他保護眼睛的用品。
- 手術用口罩或N95口罩以降低疾病經空氣傳染的可能性（有時用在病患而非救助者上，這時口罩不應有呼氣閥）
- 圍裙

### 儀器和用品
手術刀、
鑷子、
吸管（吸蛇毒用）、
針筒

### 藥物
藥物是急救包裡具爭議性的一項附加物，尤其是當藥物用在大眾上時。
救生品
- 阿斯匹靈
- 腎上腺素自動注射器（品牌名 Epipen）
- 葡萄糖

止痛藥
症狀舒緩藥品
局部用藥

## 紧急救援用品
氧氣瓶、鼻導管、面罩（吸入/非在吸入）、